# All or Nothing (album, The Subways)
All or Nothing je druhé studiové album britské skupiny The Subways, vydané v roce 2008. Album produkoval Butch Vig. Text ke všem skladbám složil Billy Lunn.

## Seznam skladeb
| Pořadí         | Název                                                                | Délka |
| -------------- | -------------------------------------------------------------------- | ----- |
| 1.             | Girls & Boys                                                         | 3:33  |
| 2.             | Kalifornia                                                           | 2:54  |
| 3.             | Alright                                                              | 2:51  |
| 4.             | Shake! Shake!                                                        | 2:45  |
| 5.             | Move to Newlyn                                                       | 2:44  |
| 6.             | All or Nothing                                                       | 3:12  |
| 7.             | I Won't Let You Down                                                 | 3:42  |
| 8.             | Turnaround                                                           | 2:48  |
| 9.             | Obsession                                                            | 3:08  |
| 10.            | Strawberry Blonde                                                    | 4:38  |
| 11.            | Always Tomorrow                                                      | 2:58  |
| 12.            | Lostboy                                                              | 3:10  |
| 13.            | Streetfighter (Japanese Bonus Track)                                 | 3:13  |
| 14.            | Burst (Japanese Bonus Track)                                         | 3:49  |
| 15.            | Love and Death (Australian Bonus Track)                              |       |
| 16.            | This Is the Club for People Who Hate People (Australian Bonus Track) |       |
| 17.            | Clock (Australian Bonus Track)                                       |       |
| 18.            | Clock (Australian Bonus Track)                                       |       |
| Celková délka: | Celková délka:                                                       | 38:23 |